# Jean Dechaume
Pour les articles homonymes, voir Dechaume.
Jean Dechaume, né le 11 février 1896 à Villeurbanne et mort le 7 novembre 1968, est un médecin neurochirurgien et neurologue français ayant eu une carrière hospitalo-universitaire à Lyon. Durant la Première Guerre mondiale, il perd un bras au combat et se voit de ce fait contraint d'abandonner sa carrière débutante de neurochirurgien pour se tourner vers la neurologie. Il épousera une tante et la marraine du neurochirurgien Raymond Houdart (1913-2008).

## Éponymie
Jean Dechaume a participé, en 1937, à la description d'un syndrome neuro-ophtalmologique rare, le syndrome de Bonnet-Dechaume-Blanc, également connu sous le nom de syndrome de Wyburn-Mason ou angiomatose neuro-rétinienne. Il s'agit d'une malformation artério-veineuse congénitale du cerveau et de la rétine et des nævi de la face. Il se manifeste par de nombreux symptômes pouvant toucher la peau, les os, les reins les muscles et le tube digestif. Quand le cerveau est atteint, les patients peuvent présenter des céphalées sévères, des crises épileptiques des accidents vasculaires cérébraux un méningisme et des déficits neurologiques progressifs liées à l'ischémie chronique causée par le shunt artério-veineux.

## Distinctions
- Officier de l'Instruction publique
- Croix de guerre 1914-1918
- Médaille militaire
- Officier de la Légion d'honneur (1953)